# Vụ ấu dâm của Nguyễn Hữu Linh
Vụ ấu dâm Nguyễn Hữu Linh xảy ra vào tháng 4 năm 2019, là vụ việc ông Nguyễn Hữu Linh sàm sỡ một bé gái khoảng 7 tuổi trong thang máy chung cư Galaxy 9 tại Quận 4, Thành phố Hồ Chí Minh đã gây bức xúc trong dư luận nhưng sau hơn 2 tuần ông Linh vẫn chưa bị khởi tố.

## Lịch sử
Tối ngày 22 tháng 5 năm 2019, Viện trưởng Viện Kiểm sát Nhân dân (VKSND) Tp. Hồ Chí Minh Dương Ngọc Hải cho biết VKSND Quận 4 đã hoàn tất cáo trạng và ký ban hành cáo trạng truy tố bị can Nguyễn Hữu Linh về tội "dâm ô với người dưới 16 tuổi" theo khoản 1 Điều 146 Bộ luật Hình sự 2015.
Phiên tòa xử Nguyễn Hữu Linh lần đầu diễn ra vào ngày 25 tháng 6 năm 2019. Gia đình bị hại trong vụ án này đã có đơn gửi tòa án xin được xét xử vắng mặt và từ chối luật sư bảo vệ. Tòa yêu cầu trả hồ sơ để điều tra bổ sung. Ngày 25 tháng 7 năm 2019, Viện Kiểm sát Nhân dân Quận 4 đã ban hành cáo trạng bổ sung, tiếp tục truy tố bị can Nguyễn Hữu Linh về tội dâm ô đối với người dưới 16 tuổi.
Ngày 23 tháng 8 năm 2019, TAND quận 4, TP.HCM đã tuyên phạt bị cáo Nguyễn Hữu Linh 1 năm 6 tháng tù giam về tội dâm ô đối với người dưới 16 tuổi. Nguyễn Hữu Linh đã kháng cáo ngay sau phiên tòa.
Ngày 6 tháng 11 năm 2019, Tòa phúc thẩm TAND TP.HCM tuyên y án sơ thẩm 1 năm 6 tháng tù đối với Nguyễn Hữu Linh.

## Tiểu sử nghi phạm

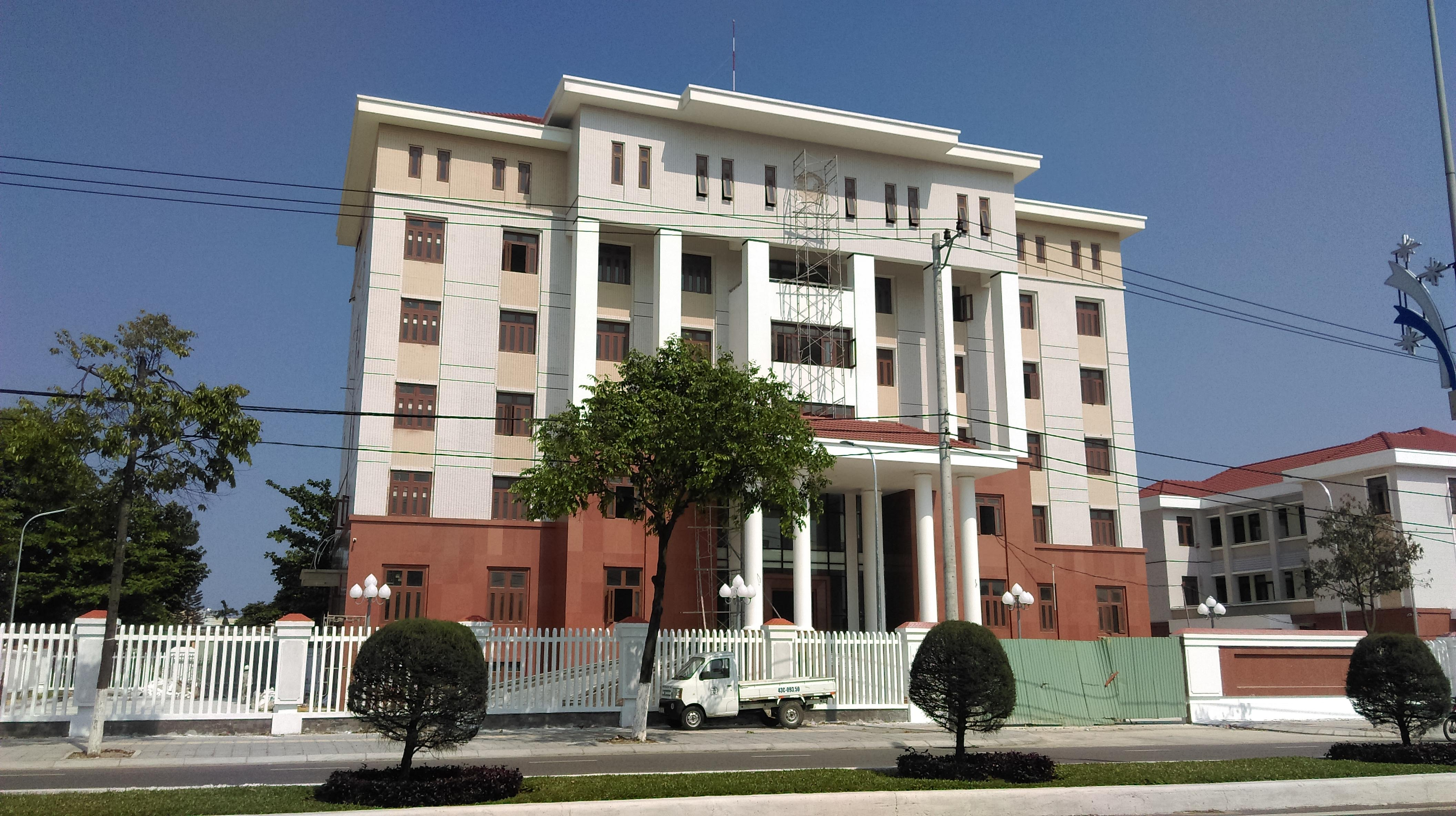
Viện Kiểm sát Nhân dân Thành phố Đà Nẵng

Nguyễn Hữu Linh sinh năm 1958 tại quận Hải Châu, thành phố Đà Nẵng. Ông từng giữ chức Bí thư Đảng ủy, Phó viện trưởng Viện kiểm sát Nhân dân thành phố Đà Nẵng. Ông Linh cũng từng là Trưởng ban "Vì sự tiến bộ Phụ nữ", Viện kiểm sát Nhân dân thành phố Đà Nẵng.
Sau khi nghỉ hưu vào tháng 6 năm 2018, Nguyễn Hữu Linh sinh hoạt Đảng ở địa phương (phường Thạch Thang, quận Hải Châu, thành phố Đà Nẵng), đồng thời đăng ký tham gia Đoàn Luật sư thành phố, hiện đã được cấp thẻ thành viên nhưng thực tế chưa hành nghề.

## Vụ việc tấn công tình dục với bé gái trong thang máy
Ngày 1/4/2019, Nguyễn Hữu Linh được cho là có hành vi sàm sỡ một bé gái trong thang máy tại Chung cư Galaxy 9 trên đường Nguyễn Khoái, phường 1, Quận 4, Tp. Hồ Chí Minh. Camera an ninh của tòa nhà đã ghi lại hành động trên, video được đưa lên mạng và được phổ biến rộng rãi trên Facebook.
Đến 9 giờ 30 phút ngày 2/4/2019, Ban Quản lí Chung cư đã mời chủ căn hộ xuống làm việc và người này xác nhận người đàn ông trong clip nghi vấn sàm sỡ bé gái trong thang máy là Nguyễn Hữu Linh. Sau khi cho xem clip trong thang máy, Nguyễn Hữu Linh thừa nhận có ôm, hôn bé gái. Ban Quản lí đã ghi nhận sự việc bằng cách lập biên bản và được ông Linh ký nhận.
Sau khi vụ việc xảy ra phía ông Linh và gia đình bé gái đã có buổi nói chuyện. Sau đó, 2 bên đã có những "thương lượng" về vụ việc. Trao đổi xong, bố mẹ bé gái mời đại diện Ban Quản lí vào chứng kiến và ghi nhận biên bản với nội dung: Gia đình không muốn làm lớn chuyện vì sợ ảnh hưởng đến tâm sinh lý cháu bé, bố mẹ bé gái "quyết định hòa giải và đề nghị không cung cấp thông tin ra bên ngoài". Tuy nhiên, Ban quản trị chung cư, chủ đầu tư... đã trình báo với công an địa phương.
Khi làm việc với công an, Nguyễn Hữu Linh thừa nhận mình chính là người trong clip và hành động trong thang máy mà camera ghi lại là do ông chỉ muốn "nựng" cháu bé chứ không có ý gì khác.
Sau 2 ngày kể từ khi có thông tin, đã có nhiều người tìm đến ngôi nhà của Nguyễn Hữu Linh trên đường Lê Lợi, Quận Hải Châu gây náo loạn. Một số người còn đứng trước căn nhà ông Linh để diễn trò, chụp ảnh đưa lên mạng xã hội.
Ngày 5/4, Hội Bảo vệ Quyền Trẻ em Tp. Hồ Chí Minh gửi công văn đến một số cơ quan, bao gồm cả Công an Quận 4, các Viện Kiểm sát cấp quận và cấp thành phố, đề nghị khởi tố vụ án ông Linh có hành vi dâm ô đối với bé gái. Công văn của Hội Bảo vệ Quyền Trẻ em cũng cho biết, do chủ thể là người dưới 16 tuổi nên Bộ luật Hình sự không quy định phải khởi tố theo yêu cầu người bị hại, và không cần đơn yêu cầu khởi tố của gia đình nạn nhân.
Sau 1 tuần, khi thấy nghi phạm Nguyễn Hữu Linh vẫn chưa bị khởi tố, đã có nhiều phản ứng tức giận trong công chúng, bao gổm cả những biện pháp "công lý đám đông" để lên án nghi phạm. Có một làn sóng tẩy chay, lên án Nguyễn Hữu Linh bằng cách đăng lên mạng các thông tin cá nhân của ông, ảnh căn nhà của ông ở Đà Nẵng với lời chú thích đó là nhà của "kẻ ấu dâm". Thậm chí có một số người ném chất bẩn hoặc xịt sơn lên cổng nhà ông Linh.
Ngay tại Chung cư Galaxy 9, nhiều cư dân vào sáng 7/4/2019 cùng mặc áo đồng phục in dòng chữ "Lạm dụng tình dục là tội ác" hay "Cùng lên tiếng bảo vệ trẻ em gái" để phản đối hành vi của ông Linh và yêu cầu nhà chức trách "phải xử lý nghiêm ông Linh để răn đe".
Ngày 17 tháng 4, tập thể cư dân ở Chung cư Galaxy 9 (Quận 4, Tp. Hồ Chí Minh) gửi đơn đề nghị cơ quan có thẩm quyền khởi tố và xử phạt nghiêm ông Nguyễn Hữu Linh theo quy định tại Điều 146 Bộ luật Hình sự năm 2015 sửa đổi bổ sung năm 2017 về tội Dâm ô đối với người dưới 16 tuổi.
Ngày 20 tháng 4, một số thành viên của một group Facebook chuyên về ô tô đã dán biểu ngữ và hình ông Nguyễn Hữu Linh lên xe diễu hành để buộc đối tượng phải chịu trách nhiệm trước pháp luật.

## Phiên tòa
Ngày 21 tháng 4, sau hơn 20 ngày điều tra, xác minh, thu thập chứng cứ, Công an Quận 4 tiến hành khởi tố ông Nguyễn Hữu Linh để điều tra về hành vi Dâm ô đối với người dưới 16 tuổi, tuy nhiên vẫn cho tại ngoại chứ không bắt tạm giam.
Ngày 25 tháng 6, TAND quận 4 xét xử phiên tòa sơ thẩm và ra quyết định trả hồ sơ điều tra bổ sung. Ngày 22 tháng 7, Công an quận 4 có kết luận, chưa thể xác định được bàn tay trái của ông Linh có chạm vào phần người trước của bé gái không. Ngày 28 tháng 7, VKSND quận 4 khẳng định, đủ cơ sở để truy tố ông Linh về tội Dâm ô với người dưới 16 tuổi.
Ngày 23 tháng 8, TAND quận 4 mở phiên xét xử kín lần 2 trực tiếp 
Ngày 25 tháng 6 năm 2019, phiên tòa đầu tiên xét xử vụ án dâm ô với người dưới 16 tuổi đối với Nguyễn Hữu Linh đã kết thúc. Hội đồng xét xử quyết định trả hồ sơ vụ Nguyễn Hữu Linh dâm ô bé gái 8 tuổi trong thang máy ở TP.HCM để điều tra bổ sung, thời gian mở lại phiên xử chưa được ấn định.
Ngày 23 tháng 8 năm 2019, TAND quận 4, TP HCM, lần thứ hai xét xử Nguyễn Hữu Linh (cựu Viện phó VKSND TP Đà Nẵng) về hành vi dâm ô bé gái trong thang máy. Tại phiên tòa này, ông Nguyễn Hữu Linh lãnh án 1 năm 6 tháng tù giam.
Ngày 6 tháng 11 năm 2019, Tòa phúc thẩm TAND TP.HCM tuyên y án sơ thẩm 1 năm 6 tháng tù đối với ông Nguyễn Hữu Linh.

## Liên quan
Ngày 27 tháng 4, Công an Tp Đà Nẵng cho biết vừa nhận được bức tâm thư của bà Trần Thị Thanh Tân (sinh năm 1964), là vợ của ông Nguyễn Hữu Linh. Bức thư được bà Tân gửi tới Công an Đà Nẵng bằng địa chỉ email của con gái bà.
Trong thư, bà Tân cho biết 25 ngày vừa qua là khoảng thời gian khó khăn và đau khổ nhất trong cuộc đời; và những ngày qua bà cùng các con của bà cố gắng chịu đựng nhưng đến nay đã không còn chịu nổi sức ép từ dư luận.
Sau đó, cũng trong ngày 27 tháng 4, Đại tá Trần Phước Hương, Trưởng Công an quận Hải Châu (Tp Đà Nẵng), cho biết đã tiếp nhận đơn tố cáo của bà Trần Thị Thanh Tân, vợ ông Nguyễn Hữu Linh, về việc bị nhiều người làm nhục sau vụ việc của chồng. Các hành động làm nhục, xúc phạm như: xịt sơn, ném chất bẩn vào nhà, đăng hình ảnh vợ và các con ông Linh, người thân, bạn bè của gia đình kèm lời lẽ xúc phạm lên phương tiện thông tin đại chúng, mạng xã hội.
Tuy nhiên, đến cuối giờ chiều ngày 27 tháng 4 bà Trần Thị Thanh Tân đã liên hệ Cơ quan cảnh sát điều tra Công an quận Hải Châu đề nghị rút lại đơn tố cáo này. Đại tá Trần Phước Hương, Trưởng Công an quận Hải Châu, cho biết: sau khi rút đơn, bà Tân chỉ đề nghị công an quận đảm bảo an ninh cho gia đình.